# Вільнопільська сільська рада
Вільнопільська сільська рада — колишня адміністративно-територіальна одиниця та орган місцевого самоврядування у Ружинському і Попільнянському районах Бердичівської округи, Київської і Житомирської областей Української РСР та України з адміністративним центром у с. Вільнопілля.

## Населені пункти
Сільській раді були підпорядковані населені пункти:
- с. Вільнопілля

## Населення
Відповідно до перепису населення СРСР, на 17 грудня 1926 року чисельність населення ради становила 2 153 особи, з них за статтю: чоловіків — 1 134, жінок — 1 119; етнічний склад: українців — 1 962, росіян — 16, євреїв — 32, поляків — 143. Кількість домогосподарств — 484, з них, несільського типу — 2.
Відповідно до результатів перепису населення СРСР, кількість населення ради, станом на 12 січня 1989 року, становила 943 особи.
Станом на 5 грудня 2001 року, відповідно до перепису населення України, кількість мешканців сільської ради становила 711 осіб.

## Склад ради
Рада складалася з 12 депутатів та голови.

## Керівний склад сільської ради
| ПІБ                        | Основні відомості                                                         | Дата обрання | Дата звільнення |
| -------------------------- | ------------------------------------------------------------------------- | ------------ | --------------- |
| Семчук Петро Олександрович | Сільський голова, 1955 року народження, освіта, безпартійний              | 26.03.2006   | 31.10.2010      |
| Семчук Петро Олександрович | Сільський голова, 1955 року народження, освіта вища, член Партії регіонів | 31.10.2010   |                 |

Примітка: таблиця складена за даними джерела

## Історія
Створена 1923 року в складі сіл Вільнопілля та Царівка Малочорнявської волості Бердичівського повіту Київської губернії. У 1941 році в с. Царівка було створено Царівську сільську раду Ружинського району.
Станом на 1 вересня 1946 року та 1 січня 1972 року сільська рада входила до складу Ружинського району Житомирської області, на обліку в раді перебувало с. Вільнопілля.
11 серпня 1954 року, внаслідок виконання указу Президії Верховної ради УРСР «Про укрупнення сільських рад по Житомирській області», до складу ради повернуто с. Царівка ліквідованої Царівської сільської ради. 5 березня 1959 року, відповідно до рішення Житомирського облвиконкому № 161 «Про ліквідацію та зміну адміністративно-територіального поділу окремих сільських рад області», було об'єднано Вільнопільську та Великочернявську сільські ради Ружинського району з підпорядкуванням с. Велика Чернявка (згодом — Вишневе). 29 червня 1960 року, відповідно до рішення Житомирського облвиконкому № 683 «Про об'єднання деяких населених пунктів в районах області», в зв'язку з фактичним злиттям, с. Царівка було приєднане до с. Вільнопілля. 3 квітня 1967 року, після поновлення Вишнівської сільської ради, в складі Ружинського району, їй підпорядковано с. Вишневе.
У 2020 році територію та населені пункти ради, відповідно до розпорядження Кабінету Міністрів України № 711-р від 12 червня 2020 року «Про визначення адміністративних центрів та затвердження територій територіальних громад Житомирської області», включено до складу Ружинської селищної територіальної громади Бердичівського району Житомирської області.
Входила до складу Ружинського (7.03.1923 р., 4.01.1965 р.) та Попільнянського (30.12.1962 р.) районів.